# 高覽
高覽（?—?），一名奐，字元伯，東漢末年人物，袁紹部下勇將。

## 生平
官渡之戰中，烏巢受襲。郭圖建議攻擊曹營而不去救烏巢。高覽、張郃被派往攻擊曹營，為曹軍擊敗。回軍時，郭圖誣告張郃、高覽不盡力迎戰，逼使張郃、高覽投降曹操，此後無記述。

## 《三國演義》
加插高覽投降后受封偏将军东莱侯及后来攻打汝南，斬殺劉辟，後為劉備猛將趙子龍所斬殺一幕。